# Marché des capitaux

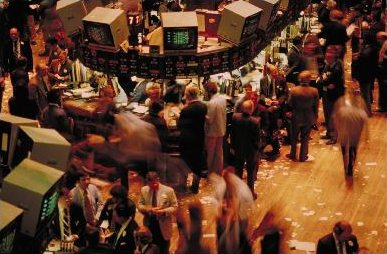
Le New York Stock Exchange, un des marchés secondaires des capitaux les plus importants au monde.

Les marchés des capitaux sont le lieu fictif ou réel où se rencontrent les agents économiques ayant un excédent de capitaux et les agents ayant des besoins de financement. 
Les marchés des capitaux peuvent se définir comme les marchés où s'échangent des capitaux contre des titres. Ils se subdivisent en deux compartiments : un marché des capitaux de court terme et un marché financier qui est un marché des capitaux de long terme. On a affaire dans un cas comme dans l'autre à un marché primaire où sont émis les titres neufs et le marché secondaire où s'échangent les titres une fois émis.
Les marchés des capitaux sont théorisés comme spontanément équilibrés pour les économistes walrasiens, mais comme potentiellement déséquilibrés pour les économistes autrichiens et keynésiens, voire de manière permanente et continuelle pour les économistes marxistes.

## Marchés monétaires
Les marchés monétaires sont les marchés des capitaux de court terme.

### Acteurs
Les acteurs des marchés monétaires ne sont que les sociétés d'investissement et les administrations publiques. De manière habituelle, ce sont les sociétés d'investissement qui offrent les capitaux.

### Fonctionnement
L'emprunt peut aller de un jour à 20 ans, mais il est plus fréquent de voir des opérations s'effectuant sur un seul jour.
De manière générale, les taux d'intérêt sur les marchés monétaires sont plus importants que ceux sur les marchés financiers.

## Marchés financiers
Les marchés financiers sont les marchés des capitaux de long terme.

### Acteurs
Les débiteurs peuvent tout aussi bien être les administrations publiques que les sociétés. Pour ces premières le recours par le marché se fait lorsque le financement par l'impôt est insuffisant à long terme, amenant toutes choses égales par ailleurs à une hausse de la dette publique, et pour les entreprises privées elles y ont recours lorsque l'autofinancement est insuffisant pour ses dépenses de fonctionnement.
Les créanciers offrent leurs capitaux sur le marché lorsqu'ils sont en capacité de financement, c'est-à-dire que leur épargne est supérieure à leur autofinancement. On y retrouve des ménages épargnant sur leurs comptes bancaires ou acquérant des titres mobiliers ; des sociétés financières notamment les investisseurs institutionnels, les compagnies d'assurances et les banques ; et plus rarement des sociétés non-financières.

### Fonctionnement
Les titres de créance sont émis originellement sur le marché primaire, et les titres du créancier peuvent être achetés par une tierce personne sur le marché secondaire, le marché secondaire est donc un marché de revente, son utilité réside dans le fait que les liquidités versées aux débiteurs sont assurées.

## Théories

### Autorégulation des marchés des capitaux

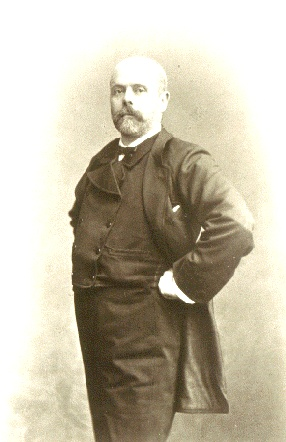
Léon Walras est un des premiers théoriciens du marché des capitaux.

Léon Walras démontre que ce marché s'autorégule et permet aux autres marchés d'être optimisés. Il part cependant d'un axiome contestable qui est que la monnaie est neutre.

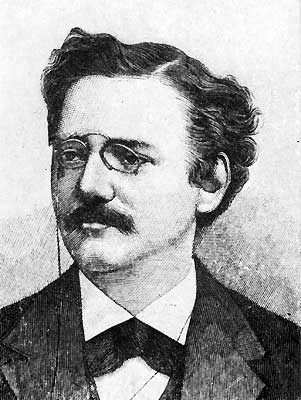
Knut Wicksell.

L'économiste autrichien Knut Wicksell s'oppose à cette vision quantitativiste notamment avec son concept de taux d'intérêt naturel, que Léon Walras aurait confondu avec un taux d'intérêt d'équilibre. En effet, les agents économiques peuvent faire rentrer de la monnaie et des dépôts dans les canaux du crédit, et non seulement de l'épargne. Ainsi, l'offre augmente artificiellement et un équilibre est effectivement trouvé à court terme, mais puisque cette offre n'est qu'artificielle, une crise ne peut qu'advenir à long terme.
Selon les keynésiens, les marchés des capitaux ne sont pas nécessairement équilibrés même si les canaux de financement ne présentent aucun dépôt ni monnaie, en effet les keynésiens considèrent que les financiers sont en proie aux « esprit animaux » (« animal spirits »), notamment à cause d'occasionnelles trop grandes confiances en soi ou en des prévisions économiques futures, mais aussi par l'esprit de prédation.

### Bénéfices de l'existence d'un marché des capitaux
Selon Léon Walras, les marchés des capitaux se justifient non pas par les capitaux en eux-mêmes mais par les revenus qu'on espère en tirer dans le futur.

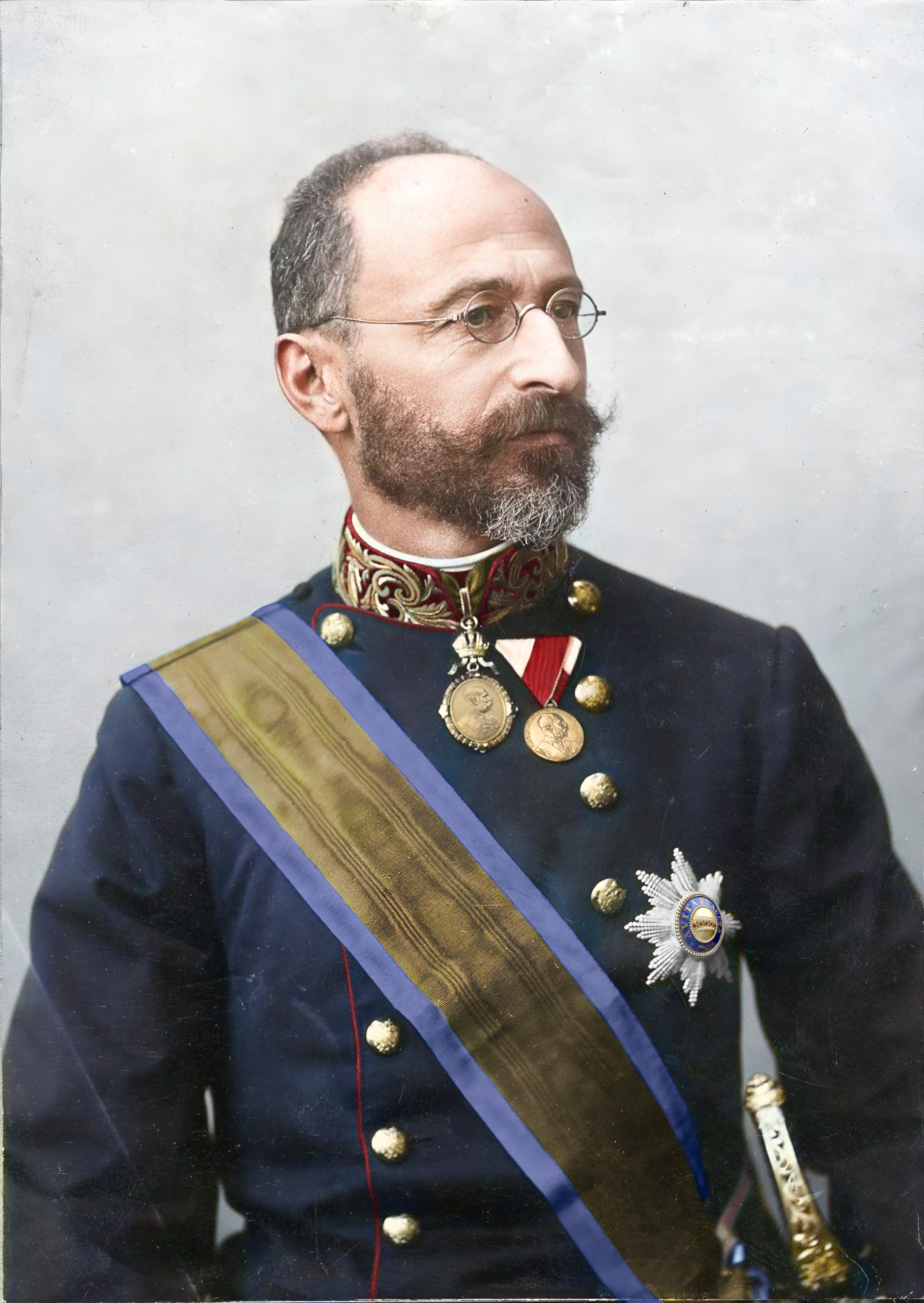
Eugen von Böhm-Bawerk.

L'économiste autrichien Eugen von Böhm-Bawerk supporte l'idée de Walras : le marché des capitaux permet un raccourci dans le temps entre l'épargne nécessaire à accumuler à un investissement et l'investissement même, le marché des capitaux permet ainsi de financer les projets rentables d'agents n'ayant pas assez de fonds propres. Ainsi, le développement industriel des entreprises s'accélérera et le bien-être augmentera plus vite encore, quel que soit le taux d'intérêt attribué à un emprunt. Eugen von Böhm-Bawerk tente ainsi de remettre en cause une des critiques de l'économie scolastique, selon quoi les taux d'intérêt élevés, sinon tous les taux d'intérêt, se font au détriment du débiteur et débouchent sur un jeu à somme nulle (voir le concept d'usure).